# Arvin Boolell
Arvin Boolell, né le 26 mai 1953 à Port-Louis, est un homme politique mauricien,. 
Il est le fils de l'homme d'état Satcam Boolell et membre du Parti travailliste.